# 達爾斯蘭
達爾斯蘭（瑞典語：Dalsland）是位於瑞典西南部，約塔蘭地區的一個舊省。與布胡斯、西約特蘭、韋姆蘭和挪威陸上接壤。

## 外部連結
- Dalsland.com/ （页面存档备份，存于）